# Педрока (Бреша)
Педрока је насеље у Италији у округу Бреша, региону Ломбардија.
Према процени из 2011. у насељу је живело 58 становника. Насеље се налази на надморској висини од 142 м.